# ミラーニューロン
ミラーニューロン（英: Mirror neuron）とは、動物が行動する時と、他者が同じ行動を行うのを観察する時の両方で活動する神経細胞である。このように、ニューロンは他者の行動を「鏡のように映し出す」のであり、まるで観察者自身が行動しているかのようである。ミラーニューロンは、必ずしも生理学的に脳内の他の種類のニューロンと区別されるわけではなく、その主な差異は応答パターンにある。この定義によれば、このようなニューロンはヒトや他の霊長類、そして鳥類で直接観察されている。
ヒトでは、ミラーニューロンと一致する脳活動が運動前野、補足運動野、一次体性感覚野、下頭頂葉で確認されている。ヒトにおけるミラーシステムの機能は、多くの推測の対象となっている。鳥類には模倣的共鳴行動があることが示されており、神経学的証拠はある種のミラーリングシステムの存在を示唆している。現在までに、ミラーニューロンの活動が認知機能をどのように支えているかを説明する、広く受け入れられた神経学的あるいは計算論的モデルは提示されていない。
ミラーニューロンの主題は、激しい議論を引き続き生み出している。2014年、王立協会紀要Bはミラーニューロン研究に完全に特化した特集号を発行した。一部の研究者は、ミラーシステムが観察された行動をシミュレートし、心の理論のスキルに貢献する可能性があると推測している。一方、他の研究者はミラーニューロンを言語能力に関連付けている。マルコ・イアコボーニのような神経科学者は、ヒトの脳のミラーニューロンシステムが、他者の行動や意図を理解するのに役立っていると主張している。さらに、イアコボーニは、ミラーニューロンが共感のような人間の感情能力の神経基盤であると主張している。

## 発見
1980年代から1990年代にかけて、パルマ大学の神経生理学者ジャコモ・リゾラッティ、ジュゼッペ・ディ・ペレグリーノ、ルチアーノ・ファディガ、レオナルド・フォガッシ、ビットリオ・ガレーゼは、手と口の動作の制御に特化した神経細胞を研究するため、マカクザルの腹側運動前野に電極を設置した。例えば、物体を掴んで操作するといった動作である。各実験中、研究者たちはサルに餌を取らせ、サルの脳の単一ニューロンから記録を取り、特定の動きに対するニューロンの反応を測定した。彼らは、サルが人が餌を拾うのを観察した時と、サル自身が餌を拾った時の両方で反応するニューロンがあることを発見した。この発見は当初『ネイチャー』に投稿されたが、「一般的な興味の欠如」を理由に却下され、より競争の少ない雑誌に掲載された。
数年後、同じグループは、行動認識におけるミラーニューロンシステムの役割を議論し、ヒトのブローカ野がサルの腹側運動前野の相同領域であると提案する別の実証論文を発表した。これらの論文が手の動作に反応するミラーニューロンの存在を報告する一方、ピエル・フランチェスコ・フェラーリらによるその後の研究は、口の動作や顔のジェスチャーに反応するミラーニューロンの存在を記述した。
その後の実験により、サルの下前頭皮質と下頭頂皮質のニューロンの約10%が「ミラー」特性を持ち、手の動作の実行と観察に同様の反応を示すことが確認された。2002年、クリスチャン・カイザースらは、ヒトとサルの両方において、ミラーシステムが行動の音にも反応することを報告した。
ミラーニューロンに関する報告は広く発表され、確認されている。ミラーニューロンは脳の下前頭領域と下頭頂領域の両方に存在する。最近の脳機能イメージングからの証拠は、ヒトが同様のミラーニューロンシステムを持っていることを強く示唆している。研究者たちは、行動の実行と観察の両方で反応する脳領域を特定した。当然ながら、これらの脳領域にはマカクザルで見つかった領域が含まれる。しかし、機能的磁気共鳴画像法は脳全体を一度に調べることができ、以前考えられていたよりもはるかに広範な脳領域のネットワークがヒトでミラー特性を示すことを示唆している。これらの追加領域には体性感覚野が含まれ、観察された方法で動くとどのように感じるかを観察者に感じさせると考えられている。

## 起源
多くの人は暗黙のうちに、ミラーニューロンのミラーリング機能は主に遺伝的要因によるものであり、ミラーニューロンを発達させる遺伝的素質は、それらが行動理解を促進するために進化したと仮定している。対照的に、多くの理論的説明は、ミラーニューロンがヘッブの法則、連合学習理論、カナリゼーションを含む学習された連合によって単に出現する可能性があると主張している。

## サルにおける研究

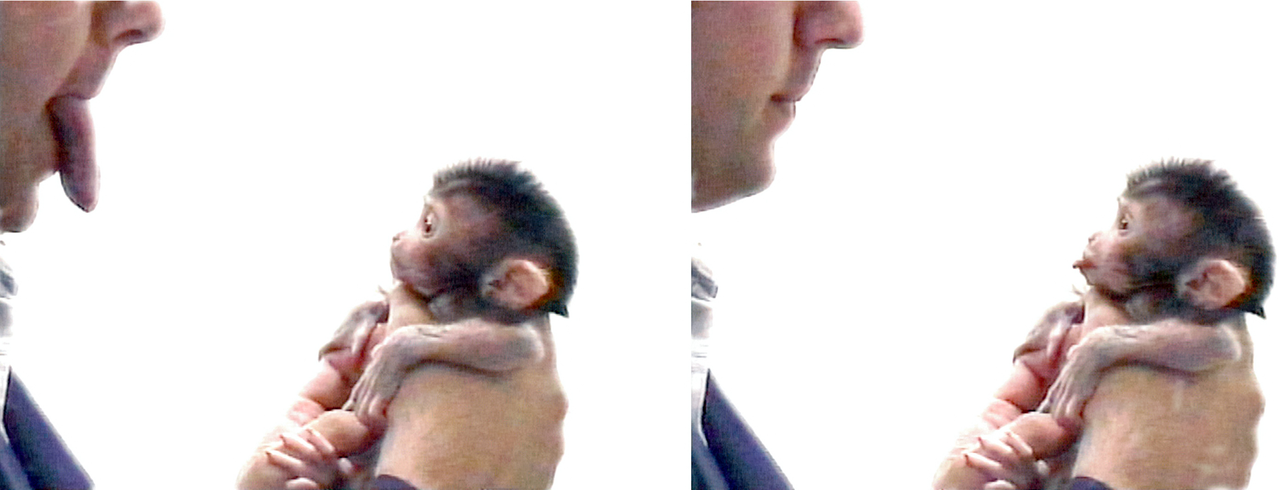
マカクザルの新生児が相手の表情を真似ている。

研究者が個別にミラーニューロンを研究した最初の動物はマカクザルである。これらのサルでは、ミラーニューロンは下前頭回（F5領域）と下頭頂小葉に存在する。
ミラーニューロンは他の動物の行動の理解を媒介すると考えられている。例えば、サルが紙を破る時に発火するミラーニューロンは、サルが人が紙を破るのを見る時や、紙が破れる音を聞く時（視覚的手がかりなし）にも発火する。これらの特性から、研究者たちは、ミラーニューロンが「紙を破る」といった行動の抽象的な概念を、その行動がサルによって行われるか他の動物によって行われるかに関係なく符号化すると考えるようになった。
マカクザルにおけるミラーニューロンの機能は不明のままである。成体マカクザルは模倣によって学習しないようである。フェラーリらによる最近の実験は、幼児マカクザルが人間の顔の動きを模倣できることを示唆しているが、新生児期の限られた時間枠内でのみ可能である。経験的にはまだ実証されていないが、ミラーニューロンがこの行動や他の模倣現象を引き起こすと提案されている。実際、サルがどの程度模倣行動を示すかについての理解は限られている。
成体サルでは、ミラーニューロンは、サルが他のサルが何をしているかを理解したり、他のサルの行動を認識したりすることを可能にする可能性がある。

## げっ歯類における研究
多くの研究により、ラットやマウスは他のげっ歯類が電気ショックを受けるのを目撃している間、苦痛の兆候を示すことが明らかになっている。クリスチャン・カイザースのグループは、ラットが痛みを経験している時や他者の痛みを目撃している時のニューロンを記録し、ラットの前帯状皮質に痛みのミラーニューロン、つまり動物が痛みを経験している時と他者の痛みを目撃している時の両方に反応するニューロンの存在を明らかにした。帯状皮質のこの領域を不活性化すると、ラットの情動伝染が減少し、観察者のラットは他のラットが痛みを経験しているのを目撃している間の苦痛が減少した。前帯状皮質の相同部分は、ヒトにおいて痛みへの共感と関連付けられており、げっ歯類における情動伝染とヒトにおける痛みへの共感/情動伝染に関与するシステム間の相同性を示唆している。

## ヒトにおける研究

大脳の前頭葉と頭頂葉の位置を示した模式図。脳を左側から見た図で、下前頭葉は青い領域の下側、上頭頂葉は黄色い領域の上側にあたる。

通常、ヒトの脳の単一ニューロンを研究することは不可能であるため、ヒトのミラーニューロンに関する証拠のほとんどは間接的なものである。機能的磁気共鳴画像法を用いた脳イメージング実験は、ヒトの下前頭皮質と上頭頂小葉が、その人が行動を実行する時と他者が行動を実行するのを見る時の両方で活性化することを示している。これらの脳領域にはミラーニューロンが含まれていると示唆されており、ヒトのミラーニューロンシステムとして定義されている。より最近の実験では、fMRIでスキャンされた個々の参加者のレベルでも、複数のfMRIボクセルを含む大きな領域が、行動の観察と実行の両方で活動を増加させることが示されている。
行動知識、パントマイムの解釈、生物学的運動知覚の欠損を引き起こす病変領域を調べた神経心理学的研究は、下前頭回の完全性とこれらの行動との因果関係を指摘している。経頭蓋磁気刺激法の研究もこれを確認している。これらの結果は、ミラーニューロン関連領域の活性化が単なる付随現象である可能性が低いことを示している。
2010年4月に発表された研究は、ヒトの脳におけるミラー特性を持つ単一ニューロンの記録を報告している。ムカメルら（Current Biology, 2010）は、ロナルド・レーガンUCLAメディカルセンターで難治性てんかんの治療を受けていた21人の患者の脳から記録を行った。患者には、潜在的な外科的治療のためのてんかん焦点を特定するために、頭蓋内深部電極が埋め込まれていた。電極の位置は臨床基準のみに基づいており、研究者たちは患者の同意を得て、同じ電極を研究に「便乗」させて使用した。研究者たちは、個人が課題を実行する時とその課題を観察する時の両方で発火するか、最大の活動を示す少数のニューロンを発見した。他のニューロンは反ミラー特性を持っていた：参加者が行動を実行する時に反応したが、参加者がその行動を見た時には抑制された。
発見されたミラーニューロンは、補足運動野と内側側頭皮質に位置していた（他の脳領域はサンプリングされなかった）。純粋に実用的な理由で、これらの領域はサルでミラーニューロンが記録された領域とは異なる：パルマの研究者たちは腹側運動前野と関連する下頭頂葉を研究していたが、これらの2つの領域ではてんかんはまれにしか発生せず、したがって、これらの領域での単一細胞記録は通常ヒトでは行われない。一方、これまでにサルの補足運動野や内側側頭葉でミラーニューロンを探す試みは行われていない。したがって、これはヒトとサルが異なる場所にミラーニューロンを持っていることを示唆するものではなく、むしろ両者が腹側運動前野と下頭頂葉（サルで記録された場所）、および補足運動野と内側側頭葉（ヒトで記録された場所）の両方にミラーニューロンを持っている可能性があることを示唆している。特に詳細なヒトのfMRI分析は、これらすべての領域でミラーニューロンの存在と互換性のある活動を示唆しているためである。
別の研究は、ヒトはサルよりも多くのミラーニューロンを持っているわけではなく、代わりに行動の観察と実行に使用される中核的なミラーニューロン群が存在することを示唆している。しかし、ミラーニューロンの他の提案された機能については、ミラーシステムは聴覚的、体性感覚的、および情動的要素を行う際に脳の他の領域を動員する能力を持っている可能性がある。

### 発達
アイトラッキング測定を用いたヒトの乳児のデータは、ミラーニューロンシステムが12ヶ月齢以前に発達し、このシステムが乳児が他者の行動を理解するのに役立つ可能性があることを示唆している。重要な疑問は、ミラーニューロンがどのようにしてミラー特性を獲得するかということである。密接に関連する2つのモデルは、ミラーニューロンがヘッブ的または連合学習を通じて訓練されることを仮定している（連合配列学習を参照）。しかし、運動前野ニューロンがミラー特性を獲得するために行動によって訓練される必要があるのであれば、メルツォフとムーアの研究が示唆するように、新生児がどのようにして他者の顔のジェスチャーを模倣できるのか（見えない行動の模倣）は不明確である。一つの可能性は、舌の突出を見ることが新生児の生得的解発機構を動員するということである。慎重な分析によると、この単一のジェスチャーの「模倣」が、新生児による顔の模倣のほぼすべての報告を説明する可能性がある。

## 可能な機能

### 意図の理解
多くの研究がミラーニューロンと目標や意図の理解を結びつけている。フォガッシらは（2005）、2匹のアカゲザルの下頭頂葉の41個のミラーニューロンの活動を記録した。下頭頂葉は感覚情報を統合する連合皮質として長く認識されてきた。サルは実験者がリンゴを掴んで口に運ぶか、物体を掴んでカップに入れるかを観察した。
- 合計15個のミラーニューロンは、サルが「掴んで食べる」動作を観察した時に活発に発火したが、「掴んで置く」条件に曝された時には活動を示さなかった。
- 他の4個のミラーニューロンでは、逆が当てはまった：それらは実験者が最終的にリンゴをカップに入れる時には活性化したが、食べる時には活性化しなかった。

ニューロンの活動を決定したのは、モデルが物体を操作する運動学的な力ではなく、行動の種類のみであった。また、サルがヒトモデルが第二の運動行為（物体を口に運ぶかカップに入れるか）を開始するのを観察する前にニューロンが発火したことも重要であった。したがって、下頭頂葉ニューロンは「その行為が組み込まれている行動の最終目標に応じて、同じ行為（掴む）を異なる方法で符号化する」。これらは他者の後続の行動を予測し、意図を推論するための神経基盤を提供する可能性がある。
意図の理解は、身体知覚や行動の同定などの様々な段階に分解することができる。これらの段階は脳の様々な領域と相関している。例えば、身体部位/形状は脳の外線条体領域と紡錘状体部領域と一致する。行動自体はミラーニューロンシステムによって同定され、促進される。行動理解は、ミラーニューロンシステムとメンタライジングシステムという2つの異なる処理レベルに分かれる。予期された行動は主にミラーニューロンシステムによって処理され、予期されない行動はミラーニューロンシステムとメンタライジングシステムの組み合わせによって処理される。

### 学習の促進
ミラーニューロンの別の可能な機能は学習の促進である。ミラーニューロンは行動の具体的な表現、つまり観察者が行動した場合に活性化される表現を符号化する。これにより、観察された行動を暗黙的に（脳内で）シミュレーション（内部的に繰り返す）して、観察された行動の自身の運動プログラムを収集し、後でその行動を再現する準備をすることが可能になる。これは暗黙的な訓練である。これにより、観察者は巧みさと洗練さをもって行動を明示的に（その行動において）産出することができる。これは連合学習過程により生じる。シナプス結合が活性化される頻度が高いほど、それは強くなる。

### 共感
ステファニー・プレストンとフランス・ドゥ・ヴァール、ジーン・ディセティ、ビットリオ・ガレーゼ、そしてクリスチャン・カイザースは、独立してミラーニューロンシステムが共感に関与していると主張している。fMRI、脳波、脳磁図を用いた多数の実験により、特定の脳領域（特に前部島皮質、前帯状皮質、下前頭皮質）が、人が感情（嫌悪、幸福、痛みなど）を経験する時と他者が感情を経験するのを見る時の両方で活性化することが示されている。
デイビッド・フリードバーグとビットリオ・ガレーゼは、このミラーニューロンシステムの機能が美的体験に重要であるという考えも提唱している。しかし、ディーキン大学のスーカイナ・ベッカリとピーター・エンティコットによって実施された共感におけるミラーニューロンの活動を調査することを目的とした実験は、異なる結果をもたらした。報告のデータを分析した後、彼らは運動共感と感情共感について2つの結論に達した。第一に、運動共感とミラーニューロンの活動の間に関係はない。第二に、下前頭回におけるこれらのニューロンの活動の証拠は弱く、主要な脳領域（下頭頂小葉：IPL）におけるミラーニューロンに関連した感情共感の証拠はない。言い換えれば、共感におけるミラーニューロンの役割とそれらがヒトの共感に不可欠であるかどうかについて、正確な結論は出ていない。しかし、これらの脳領域は手の動作をミラーリングする領域とはかなり異なり、感情状態や共感のためのミラーニューロンはサルではまだ記述されていない。
2022年に行われた最近の研究では、各課題に16の手の動作が与えられた。課題は活動語フェーズと意図語フェーズの両方を示した。手の動作は「試行」で選択され、それぞれ2回提示された。1回は一致するフェーズで、もう1回は誤解を招く語フェーズであった。行動語は2〜3語で描写され、それぞれ「to」という語で始まった。例えば、「to point」（行動）や「to spin」（意図）などである。
参加者は、正しい語フェーズが対応する行動または意図語と一致するかどうかを答えることが期待された。語フェーズは3000ミリ秒以内に答える必要があり、各画像の間に1000ミリ秒の黒い画面があった。黒い画面の目的は、反応の間に適切な時間を設けることであった。参加者はキーボードの「x」または「m」を押して、はい/いいえ形式で回答を示した。
ソーシャル・ブレイン・ラボのクリスチャン・カイザースと同僚らは、自己報告式質問紙によってより共感的であると報告した人々が、手の動作のミラーシステムと感情のミラーシステムの両方でより強い活性化を示すことを明らかにし、ミラーシステムが共感に結びついているという考えをより直接的に支持している。一部の研究者は、ヒトのミラーシステムが行動の観察に受動的に反応するのではなく、観察者の心的状態の影響を受けることを観察した。研究者たちは、患者ケアにおける共感的関与の際のミラーニューロンの関連を観察した。
ラットを対象とした研究により、前帯状皮質には痛みのミラーニューロン、つまり痛みの一次体験中とほかの個体の痛みを目撃している時の両方で反応するニューロンが含まれることが示されており、この領域の抑制はラットとマウスにおける情動伝染の減少と、他者を傷つけることへの嫌悪の減少につながる。これは、げっ歯類において、痛みのミラーニューロンと共感に関連する2つの現象である情動伝染と向社会的行動との因果関係を示す証拠を提供している。相同の脳領域の活動がヒトの共感の個人差と関連しているという事実は、哺乳類全体で同様のメカニズムが働いている可能性を示唆している。

### ヒトの自己認識
ラマチャンドランは、ミラーニューロンがヒトの自己認識の神経学的基盤を提供する可能性があると推測している。2009年にエッジ財団のために書いたエッセイで、ラマチャンドランは彼の理論について次のような説明を与えた：「...私はまた、これらのニューロンが他者の行動をシミュレートするのを助けるだけでなく、いわば『内向き』に向けられて、自身の以前の脳プロセスの二次表現またはメタ表現を作り出すことができると推測した。これが内省の神経基盤であり、自己認識と他者認識の相互性の基盤となりうる。どちらが先に進化したかという卵が先か鶏が先かという問題が明らかにあるが...主要な点は、両者が共進化し、互いに豊かにしあって、現代のヒトを特徴づける成熟した自己表現を作り出したということである。」

### 言語
ヒトでは、機能的MRI研究により、サルのミラーニューロンシステムの相同領域が、脳の仮説的な言語領域の1つであるブローカ野の近くの下前頭皮質に存在することが報告されている。これは、ヒトの言語がミラーニューロンに実装されたジェスチャーの実行/理解システムから進化したという示唆につながっている。ミラーニューロンは、行動理解、模倣学習、他者の行動のシミュレーションのメカニズムを提供する可能性があると言われている。この仮説は、サルの運動前野F5領域とヒトのブローカ野との間の細胞構築学的相同性によって支持されている。語彙拡張の速度は、子供が非単語を音声的にミラーリングし、新しい単語の発音を獲得する能力と結びついている。このような発話の反復は自動的に、速く、そして脳内で言語知覚とは別個に発生する。さらに、このような音声模倣は、シャドーイングや反響言語のように、理解なしに発生することがある。
この関連性の更なる証拠は、人類言語の進化的前駆体を表す可能性があると示唆されているモダリティであるジェスチャーゲームを使って2人の参加者が手のジェスチャーで単語を伝え合っている間、fMRIを使用して脳活動を測定した最近の研究から得られた。グレンジャー因果性を用いたデータ分析により、観察者のミラーニューロンシステムが実際に送信者の運動システムの活動パターンを反映していることが明らかになり、単語に関連する運動概念が実際にミラーシステムを使用して一方の脳から他方の脳に伝達されるという考えを支持している。
ミラーニューロンシステムは、ヒト言語のこの定義的特性が階層的再帰構造に実装されているにもかかわらず、音素の線形配列に平坦化され、再帰構造が感覚的検出にアクセスできなくなるため、統語論において何らかの役割を果たすには本質的に不適切であるように思われる。

### 自動模倣
この用語は一般的に、個人が身体運動を観察した後、意図せずに類似の身体運動を行うか、身体運動の実行方法を変更する場合を指す。自動模倣はほとんど一致する反応の明示的な実行を伴わない。代わりに、その効果は通常、正確性ではなく反応時間における両立可能な試行と両立不可能な試行の差として現れる。
研究により、暗黙的な模倣の形態である自動模倣の存在は、空間的適合性とは異なることが明らかになっている。また、自動模倣は注意過程による入力調節と抑制過程による出力調節を受けるものの、意図的過程によって直接変更できない、学習された長期的な感覚運動連合によって媒介されることも示している。多くの研究者は、自動模倣がミラーニューロンシステムによって媒介されていると考えている。さらに、他者の行動に関する文を聞いている時に姿勢制御が妨げられることを示すデータがある。例えば、姿勢を維持するという課題では、「起きて、スリッパを履いて、バスルームに行く」というような文を聞いている時の方が成績が悪くなる。この現象は、行動知覚中に、ヒトが同じ行動を実行した時と同様の運動皮質の活性化が生じること（ミラーニューロンシステム）によるものかもしれない。

### 運動模倣
自動模倣とは対照的に、運動模倣は（1）自然な社会的状況において、および（2）試行内の速度や正確性の測定ではなく、セッション内の行動頻度の測定を通じて観察される。
運動模倣と自動模倣に関する研究の統合により、これらの現象が同じ心理学的および神経学的過程に依存している可能性があることが示唆される。しかし、予備的な証拠は、社会的プライミングが運動模倣に同様の効果を持つことを示す研究から得られている。
しかし、自動模倣、ミラー効果、運動模倣の類似性から、一部の研究者は、自動模倣がミラーニューロンシステムによって媒介され、自然な社会的文脈で観察される運動模倣の厳密に制御された実験室版であると提案している。もしこれが真実であれば、自動模倣を用いて、ミラーニューロンシステムが認知機能にどのように寄与するか、そして運動模倣が向社会的態度と行動をどのように促進するかを調査することができる。
ヒトにおける模倣研究のメタ分析は、個々のニューロンの活動を記録した研究は発表されていないものの、模倣中のミラーシステムの活性化に関する十分な証拠があり、ミラーニューロンの関与が可能性が高いことを示唆している。しかし、運動模倣には不十分である可能性が高い。研究によると、古典的なミラーシステムを超えて広がる前頭葉と頭頂葉の領域が、模倣中に同様に活性化することが示されている。これは、ミラーシステムとともに他の領域が模倣行動に重要であることを示唆している。

### 自閉症
ミラーニューロンシステムの問題が認知障害、特に自閉症の基礎にある可能性も提案されている。しかし、ミラーニューロン機能障害と自閉症との関連は暫定的であり、ミラーニューロンが自閉症の多くの重要な特徴とどのように関連しているかはまだ実証されていない。
一部の研究者は、ミラーニューロンの欠陥と自閉症との間に関連があると主張している。誰かが動くのを見ている時の運動領域からのEEG記録は抑制され、この信号はミラーニューロンシステムに関連している可能性がある。さらに、生物学的運動の視線追跡とEEG記録を組み合わせることで、ミュー抑制指数を計算することができる。この抑制は自閉症の子供では少なかった。これらの知見は複数のグループによって再現されているが、他の研究では自閉症におけるミラーニューロンシステムの機能障害の証拠は見つかっていない。2008年、オーバーマンらは矛盾するEEG証拠を示す研究論文を発表した。オーバーマンとラマチャンドランは、馴染みのある刺激に対しては典型的なミュー抑制を見出したが、馴染みのない刺激に対しては見出さなかった。これにより、ASD（自閉症スペクトラム障害）の子供のミラーニューロンシステムは機能的であるが、定型発達の子供よりも感度が低いと結論付けた。ミュー波抑制実験によって示された矛盾する証拠に基づき、パトリシア・チャーチランドは、ミュー波抑制結果をミラーニューロンシステムの性能を測定する有効な指標として使用することはできないと警告している。最近の研究は、ミラーニューロンが自閉症において役割を果たさないことを示している：
自閉症を持つ成人では、定型発達の成人と比較して、ミラーニューロン関連の脳領域に一部の解剖学的な違いが見つかっている。これらの皮質領域はすべて薄く、その薄さの程度は自閉症の症状の重症度と相関しており、この相関はほぼこれらの脳領域に限定されていた。これらの結果に基づき、一部の研究者は、自閉症はミラーニューロンシステムの障害によって引き起こされ、社会的スキル、模倣、共感、心の理論における障害につながると主張している。
多くの研究者は、自閉症の「壊れた鏡」理論は過度に単純化されており、ミラーニューロンだけでは自閉症を持つ個人に見られる違いを説明できないと指摘している。まず、上述のように、これらの研究はいずれもミラーニューロン活動の直接的な測定ではなかった。つまり、fMRI活動やEEGリズム抑制は一義的にミラーニューロンを示すものではない。ディンスタインらはfMRIを用いて、自閉症の人々に正常なミラーニューロン活動があることを発見した。自閉症を持つ個人において、意図理解、行動理解、生物学的運動知覚（ミラーニューロンの主要な機能）の欠損は必ずしも見られず、または課題依存的である。今日では、ミラーシステムのすべてか無かの問題が自閉症の基礎にあると考える人はほとんどいない。代わりに、「さらなる研究が必要であり、メディアへの発信にはより慎重を期すべきである」。
2010年の研究は、自閉症の個人はミラーニューロンの機能障害を示さないと結論付けたが、サンプルサイズが小さいため、これらの結果を一般化できる範囲は限られている。より最近のレビューでは、この自閉症の「壊れた鏡理論」を支持する神経学的証拠が不十分であると主張している。

### 心の理論
心の哲学において、ミラーニューロンは「心の理論」に関するシミュレーション理論の主要な支持根拠となっている。「心の理論」とは、他者の経験や行動から、その人の精神状態（信念や欲求）を推論する能力を指す。
心の理論を説明しようとする複数の競合するモデルがあり、ミラーニューロンに関連して最も注目されるのはシミュレーション理論である。シミュレーション理論によれば、心の理論が利用可能なのは、我々が観察している人に無意識的に共感し、関連する違いを考慮しながら、その状況で我々が何を欲し、何を信じるかを想像するためである。ミラーニューロンは、他者をよりよく理解するためにシミュレートするメカニズムとして解釈され、したがってその発見は、（ミラーニューロンの発見の10年前に登場した）シミュレーション理論の妥当性を示すものとして一部で受け止められている。より最近では、心の理論とシミュレーションは、異なる発達過程を持つ相補的なシステムとして見られている。
神経細胞レベルでは、ケレン・ハロウシュとジブ・ウィリアムズによる2015年の研究で、反復的な囚人のジレンマゲームを行う共同作業中の霊長類を用いて、前帯状皮質に相手のまだ知られていない決定や隠れた心的状態を選択的に予測するニューロンを同定した。これらの「他者予測ニューロン」は、自己と他者の決定を区別し、社会的文脈に独自に敏感であったが、相手の観察された行動や報酬の受け取りを符号化しなかった。したがって、これらの帯状回細胞は、直接観察できないか知られていない他の社会的主体に関する追加情報を提供することで、ミラーニューロンの機能を重要に補完している可能性がある。

### 性差
ヤウェイ・チェンによって行われた一連の最近の研究は、脳磁図、脊髄反射興奮性、脳波を含む様々な神経生理学的測定を用いて、ヒトのミラーニューロンシステムにおける性差の存在を記録しており、女性参加者は男性参加者よりも強い運動共鳴を示している。
別の研究では、データが女性の男性に対する共感能力の向上を示したことで、ミラーニューロンメカニズムにおける性に基づく差異が強化された。感情的な社会的相互作用の間、女性は対面で他者と相互作用する時に、男性よりも感情的な視点取得の能力が高いことを示した。しかし、研究では、他者の感情を認識することに関しては、すべての参加者の能力は非常に類似しており、男性と女性の被験者間に重要な差はなかったことを示している。

### 金縛り
バランド・ジャラルとラマチャンドランは、ミラーニューロンシステムが金縛り中の侵入者の幻覚と体外離脱体験の発生に重要であると仮説を立てている。この理論によると、金縛りはミラーニューロンシステムの脱抑制につながり、人間のような影のような存在の幻覚への道を開く。金縛り中の感覚情報の脱求心性が、このようなミラーニューロンの脱抑制のメカニズムとして提案されている。

### 統合失調症におけるミラーニューロン機能、精神病症状、および共感
ミュー波抑制を測定した最近の研究は、ミラーニューロン活動が精神病症状と正の相関があることを示唆している（つまり、より大きなミュー抑制/ミラーニューロン活動は、精神病症状がより重症な被験者で最も高かった）。研究者たちは「より高いミラーニューロン活動が統合失調症の感覚ゲーティング欠損の基礎にある可能性があり、特に社会的に関連する刺激に対する感覚の誤帰属に寄与し、妄想や幻覚の推定メカニズムである可能性がある」と結論付けた。

## ミラーニューロンに関する疑問
科学界の一部がミラーニューロンの発見に興奮を示しているものの、ヒトにおけるミラーニューロンの存在と役割の両方について疑問を表明している科学者もいる。今日のコンセンサスは、いわゆるミラーニューロンの重要性が広く誇張されているようである。ヒコック、パスコロ、ディンスタインのような科学者によると、ミラーニューロンが本当に異なる細胞クラスを形成しているのか（他の機能を持つ細胞で見られる時折の現象ではなく）、そしてミラー活動が異なる種類の反応なのか、それとも運動システム全体の促進の単なる人工物なのかは明確ではない。
2008年、イラン・ディンスタインらは、元の分析が個々の細胞特性の定性的な記述に基づいており、運動領域における強いミラー選択性を持つニューロンの少なさを考慮していなかったため、説得力に欠けると主張した。他の科学者たちは、ニューロン発火遅延の測定が標準的な反応時間と両立しないように見え、F5の運動領域の中断が行動認識の減少を引き起こすという報告は誰もしていないことを指摘した。（この議論の批判者たちは、これらの著者がこれらの領域の破壊が実際に行動の欠損を引き起こすことを報告しているヒトの神経心理学的研究とTMS研究を見落としていると反論している。これらの研究では、他の種類の知覚には影響を与えないことが示されている。）
2009年、リングナウらは、最初に観察され、その後実行された運動行為と、最初に実行され、その後観察された運動行為を比較する実験を行った。彼らは、2つの過程の間に有意な非対称性があり、これはヒトにミラーニューロンが存在しないことを示していると結論付けた。彼らは「重要なことに、最初に実行され、その後観察された運動行為に対する適応の兆候は見られなかった。実行され観察された運動行為に対するクロスモーダル適応が見られないことは、行動認識と理解が運動シミュレーションに基づいているとするミラーニューロン理論の中核的な仮定と両立しない」と述べた。しかし、同年、キルナーらは、目標指向的な行動を刺激として使用した場合、IPLと運動前野の両方が、ミラーニューロンによって予測される観察と実行の間の反復抑制を示すことを明らかにした。
2009年、グレッグ・ヒコックは、ミラーニューロンが行動理解に関与しているという主張に対する広範な反論を発表した：「サルとヒトにおける行動理解のミラーニューロン理論の8つの問題」。彼は「これらの細胞が行動理解の基礎にあるという初期の仮説は、同様に興味深く一見合理的な考えである。しかし、その広範な受容にもかかわらず、この提案はサルではこれまで適切に検証されておらず、ヒトでは生理学的および神経心理学的な（二重）解離の形で、この主張に対する強力な経験的証拠が存在する」と結論付けた。

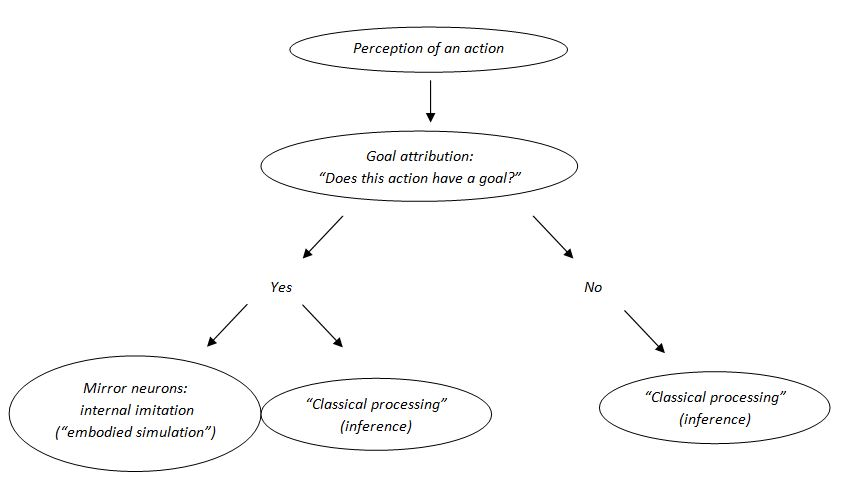
ミラーニューロンは、観察された行動の目標が他の脳構造によって帰属された後にのみ活性化される。

ウラジミール・コソノゴフは別の矛盾を指摘している。行動理解のミラーニューロン理論の提唱者たちは、観察された行動が目標指向的である場合にミラーニューロンが活性化するため、ミラーニューロンは他者の行動の目標を符号化すると仮定している。しかし、ミラーニューロンは観察された行動が目標指向的である場合（物体指向的行動または確かに目標を持つコミュニケーション的身振り）にのみ活性化する。それらは特定の行動が目標指向的であることを「どのように知る」のか？それらの活性化のどの段階で、運動の目標またはその不在を検出するのか？彼の意見では、ミラーニューロンシステムは、観察された行動の目標が他の脳構造によって帰属された後にのみ活性化されうる。
パトリシア・チャーチランドのような神経哲学者は、ミラーニューロンが他者の意図を理解する責任があるという理論に対して、科学的および哲学的な両方の異議を表明している。2011年の著書『Braintrust』の第5章で、チャーチランドは、ミラーニューロンが（観察された行動をシミュレートすることを通じて）意図の理解に関与しているという主張が、未解決の哲学的問題によって曖昧な仮定に基づいていることを指摘している。彼女は、意図は個々のニューロンのレベルよりも複雑な神経活動のレベルで理解（符号化）されると主張する。チャーチランドは「ニューロンは、計算的に複雑であるとはいえ、単なるニューロンにすぎない。それは知的なホムンクルスではない。神経ネットワークが意図［侮辱する］のような複雑なものを表現するならば、それはそれを行うために適切な入力を持ち、神経回路の適切な場所になければならない」と述べている。
セシリア・ヘイズは、ミラーニューロンが進化的適応ではなく、連合学習の副産物であるという理論を提唱している。彼女は、ヒトのミラーニューロンが行動理解のための進化的適応ではなく、社会的相互作用の産物であると主張する。特に、ヘイズは、ミラーニューロンが「ヒトの進化における大きな飛躍の原動力」であったというV.S.ラマチャンドランによって提唱された理論を否定している。